# Caspar Lennartz
Caspar Josef Lennartz, auch Kaspar Lennartz (* 4. Dezember 1879 in Aachen; † 22. Oktober 1949 in Krefeld), war ein deutscher Architekt sowie Lehrer und Direktor von Kunstgewerbeschulen.

## Leben

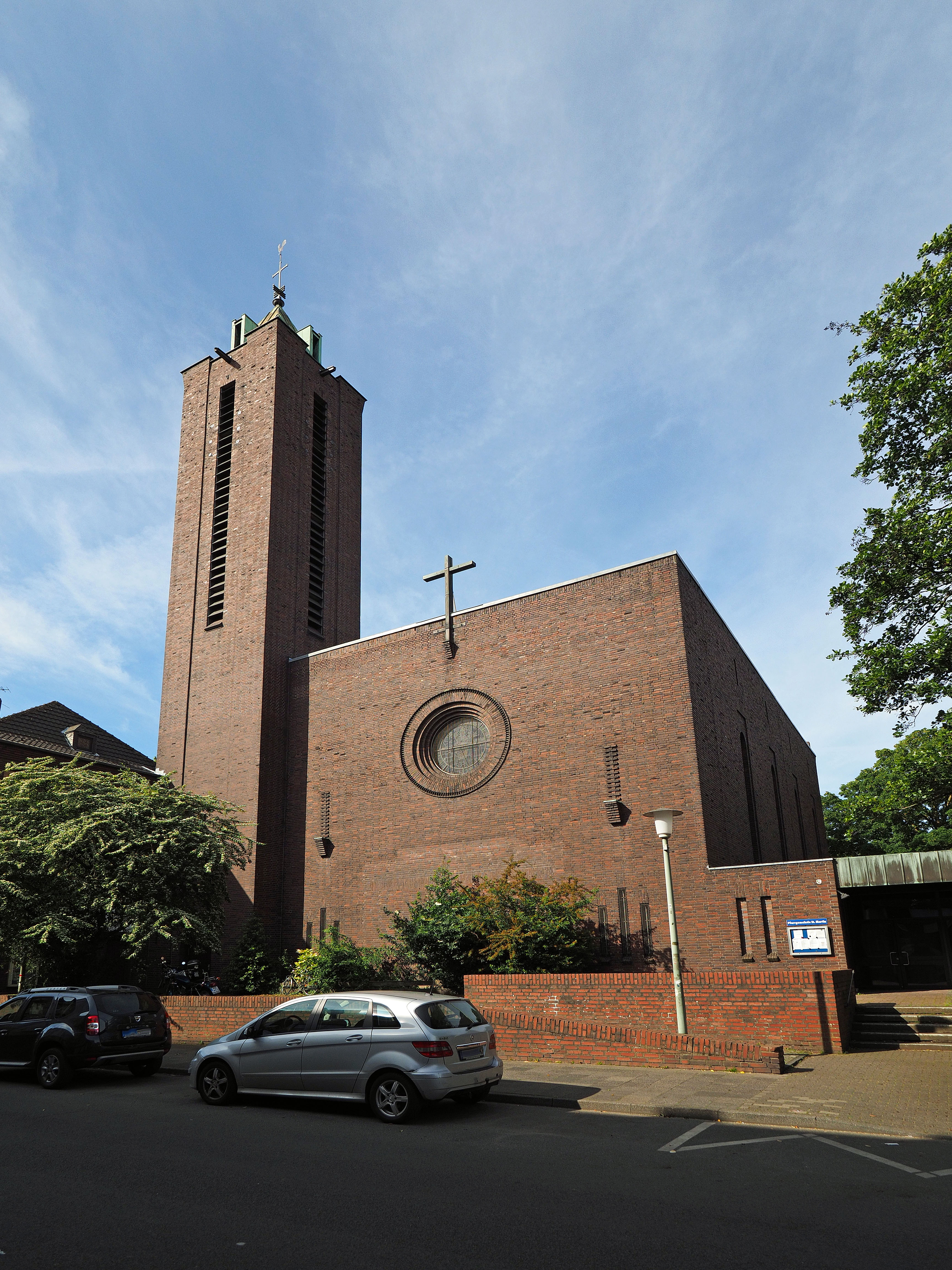
St. Martin in Krefeld-Dießem, 1930–1931

Lennartz besuchte das Pädagogium Darmstadt, die Zeichen- und Kunstgewerbeschule Aachen und die Königlich Württembergischen Baugewerkeschule Stuttgart. Er studierte Architektur an der RWTH Aachen bei Georg Frentzen sowie an der Technischen Hochschule Darmstadt. Sein besonderes Interesse galt dem Kirchen- und Städtebau. Von 1903 bis 1905 arbeitete er als Assistent von Friedrich Pützer, damals Professor für Städtebau, Kirchenbau, Perspektive und Stegreifentwurf an der Technischen Hochschule Darmstadt. 1905 machte sich Lennartz als Architekt selbständig.
1907 folgte er einem Ruf an die Kunstgewerbeschule Frankfurt am Main. 1913 wechselte er an die Technische und kunstgewerbliche Fachschule Kiel, die er bis 1926 als Direktor leitete. 1921 erfolgte seine Ernennung zum Professor. Am 1. Oktober 1926 wurde er Direktor der Handwerker- und Kunstgewerbeschule Krefeld, wo er bis zu seinem krankheitsbedingten Rücktritt im Jahr 1943 wirkte. Zu seinen Lehrfächern gehörten Kunstgeschichte, Entwurf und Stilkunde.
Außerhalb seiner Lehrämter nahm Lennartz an Architekturwettbewerben teil und gehörte oft zu den Preisträgern. Als sein bedeutendstes Bauwerk gilt die 1930 bis 1931 erbaute Kirche St. Martin in Krefeld-Dießem, deren kubistisch inspirierter Entwurf sich in einem Architekturwettbewerb unter 123 Einsendungen durchgesetzt hatte.
Lennartz war Mitglied im Schleswig-Holsteinischen Architekten- und Ingenieur-Verein (Kiel), im Bund Deutscher Architekten und im Deutschen Werkbund.

## Schriften
- Städtische, staatlich unterstützte Handwerker- und Kunstgewerbeschule Kiel. In: Schleswig-Holsteinisches Jahrbuch (1918/1919), S. 81 f.
- Von Handwerker- und Kunstgewerbeschulen und ihrer Entwicklung. In: Schleswig-Holsteinisches Jahrbuch. Bd. 15/16 (1925/1926), S. 91–93.

## Entwürfe und Bauten (Auswahl)

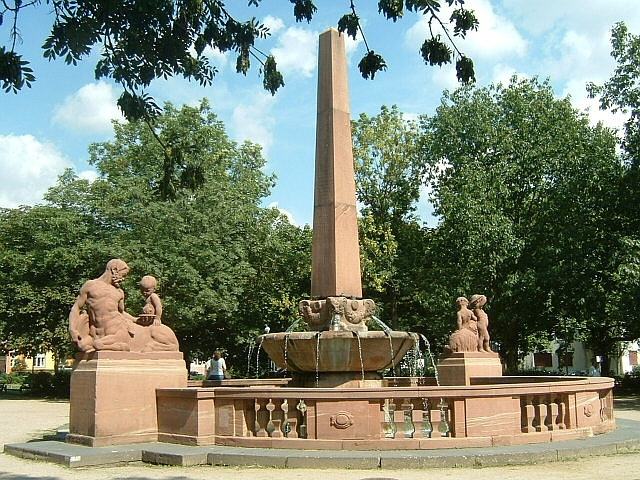
Monumentalbrunnen (Kurfürs91–93runnen) in Frankfurt-Bockenheim, 1911–1913

- 1905: Volksbank Darmstadt (erster Preis und Ausführung)
- 1905: Grabdenkmal Döring (zweiter Preis)
- 1906: Realgymnasium Völklingen/Saar (zweiter Preis und Ausführung)
- 1907: Wasserturm in Friedberg/Hessen (zweiter Preis und Ausführung)
- 1910: Doppelbürgerschule Frankfurt am Main (erster Preis und Ausführung)
- 1911–1913: Monumentalbrunnen (Kurfürstenbrunen) in Frankfurt-Bockenheim (zweiter Preis und Ausführung mit Emil Hub als Bildhauer)
- 1912: Friedenskirche Frankfurt am Main (I. Wettbewerb, dritter Preis)
- 1924: Friedenskirche Frankfurt am Main (II. Wettbewerb, erster Preis)
- 1929: Umbau von Haus Greiffenhorst in Krefeld zu einem Café
- 1929: Volksschule Krefeld-Linn (dritter Preis und zwei Entwürfe in engster Wahl)
- 1929: Herz-Jesu-Kirche Krefeld (in engster Wahl)
- 1930: St.-Martin-Kirche Krefeld (erster Preis und Ausführung)
- Kriegerehrenhalle mit Heimatmuseum auf Burg Linn
- Wiederherstellung von Turm und Innerem der St.-Gertrudis-Kirche in Krefeld-Bockum
- Umbauten innerhalb der Handwerker- und Kunstgewerbeschule Krefeld, Petersstraße 128